# Thorkild Thyrring

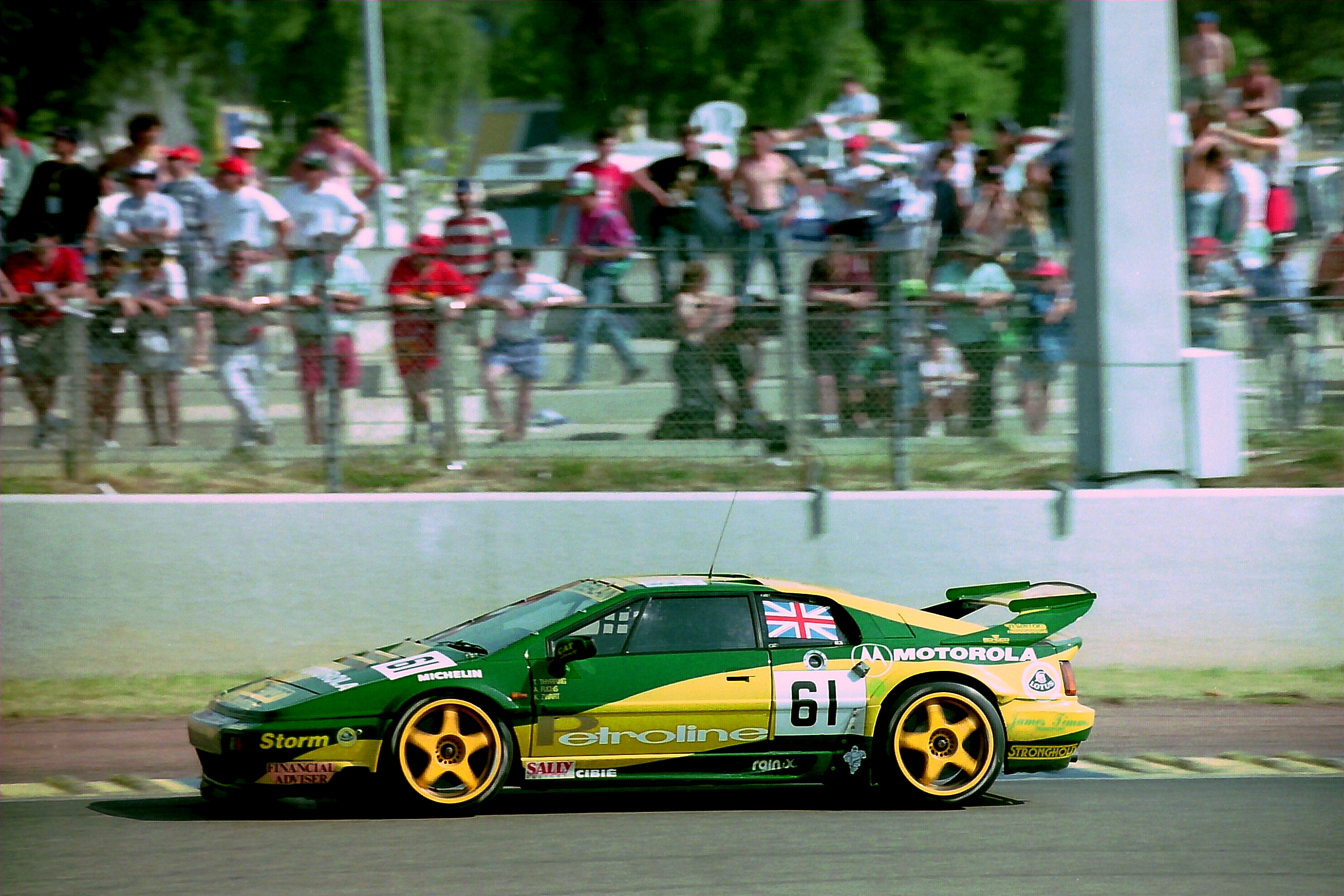
Der Lotus Esprit 300 von Thorkild Thyrring, Klaas Zwart und Andreas Fuchs beim 24-Stunden-Rennen von Le Mans 1994

Thorkild Thyrring (* 24. Oktober 1946 in Kopenhagen) ist ein ehemaliger dänischer Autorennfahrer.

## Karriere als Rennfahrer
Thorkild Thyrring bestritt seine ersten Autorennen in den 1970er-Jahren im dänischen Monopostosport. Er fuhr in der heimischen Formel-Ford-Meisterschaft und stieg 1976 in die Europäische Formel-3-Meisterschaft ein. Die Saison, in der sich der Italiener Riccardo Patrese den Meistertitel sicherte, beendete er als Gesamtzehnter. Thyrring blieb bis 1978 in der Formel 3. In diesem Jahr wurde er Gesamtneunter (Meister Nelson Piquet) in der Britischen Formel-3-Meisterschaft.
Bis zum Beginn des Jahres 1984 war Thyrring bei keiner Motorsportveranstaltung mehr gemeldet. Nach seiner Rückkehr an die Rennstrecken ging er in erster Linie bei GT-, Touren- und Sportwagenrennen an den Start. Zwischen 1985 und 2007 war er bei 121 Rennen gemeldet, wovon er bei 117 ins Rennen ging. Er konnte elf Gesamt- und 9 Klassensieg, die meisten davon der britischen GT-Meisterschaft, deren Gesamtwertung er 1993, 1994 und 1995 gewinnen konnte. 1988 wurde er Ende des Jahres Gesamtzweiter in der C2-Klasse der Sportwagen-Weltmeisterschaft.
1986 gab er sein Debüt beim 24-Stunden-Rennen von Le Mans, wo er bis 2006 neunmal dabei war. Seine beste Platzierung im Gesamtklassement erreichte er 1987, als er gemeinsam mit John Sheldon und Ian Harrower Zehnter wurde.

## Statistik

### Le-Mans-Ergebnisse
| Jahr | Team                  | Fahrzeug                       | Teamkollege       | Teamkollege    | Platzierung | Ausfallgrund       |
| ---- | --------------------- | ------------------------------ | ----------------- | -------------- | ----------- | ------------------ |
| 1986 | Roy Baker Racing      | Tiga GC286                     | John Sheldon      | Nick Nicholson | Ausfall     | Motorschaden       |
| 1987 | Tiga Race Cars        | Tiga GC287                     | John Sheldon      | Ian Harrower   | Rang 10     |                    |
| 1988 | Spice Engineering     | Spice SE88C                    | Eliseo Salazar    | Almo Coppelli  | Ausfall     | Motorschaden       |
| 1989 | Spice Engineering     | Spice SE89C                    | Wayne Taylor      | Tim Harvey     | Ausfall     | Ventilschaden      |
| 1993 | Lotus Sport           | Lotus Esprit S300              | Peter Hardman     | Yōjirō Terada  | Ausfall     | Zylinder überhitzt |
| 1994 | Lotus Cars            | Lotus Esprit S300              | Klaas Zwart       | Andreas Fuchs  | Ausfall     | Lagerschaden       |
| 1995 | Agusta Racing Team    | Callaway Corvette SuperNatural | Patrick Bourdais  | Almo Coppelli  | Ausfall     | Unfall             |
| 2005 | Sebah Automotive Ltd. | Porsche 911 GT3 RSR            | Lars-Erik Nielsen | Pierre Ehret   | Rang 19     |                    |
| 2006 | Sebah Automotive Ltd. | Porsche 911 GT3 RSR            | Xavier Pompidou   | Christian Ried | Ausfall     | Achslager          |